# Rom Oil
Rom Oil Brașov este o companie membră a Grupului Rompetrol, din anul 2002, care se ocupă cu distribuția en-gros de produse petroliere produse de Petromidia.
Rom Oil administrează șase depozite, la Zărnești, Arad, Mogoșoaia, Șimleul Silvaniei, Vatra Dornei și Craiova.
Număr de angajați în 2005: 370
Cifra de afaceri în 2005: 420,9 milioane euro
Profit net în 2005: 1,4 milioane euro